# Manuel Castilla
Manuel Castilla, eigentlich Manuel José Castilla, (* 14. August 1918 in Cerrillos, Provinz Salta; † 19. Juli 1980 in Salta, Provinz Salta) war ein argentinischer Bibliothekar, Journalist und Schriftsteller.
1941 konnte Castilla sehr erfolgreich mit seiner Lyrikanthologie „Agua de lluvia“ debütieren und gründete zusammen mit Julio Ardiles Gray, Raúl Galán u. a. den Literaturzirkel La Carpa.
Castilla hatte eine Anstellung als Bibliothekar an der Provinzbibliothek in Salta und wurde dort später auch Direktor.

## Werke (Auswahl)
Lyrik
- Agua de lluvia. 1941.
- Bajo las lentas nubes. 1963.
- Cantos del gozante. 1972.
- Copajira. 1949.
- Luna muerta. 1943.

Prosa
- Coplas de Salta. 1972.
- De solo estar. 1957.

Werkausgaben
- Obras completas. Editorial Corregidor, Buenos Aires 2000 (2 Bde.).